# Luzula congesta
Luzula congesta — вид квіткових рослин родини ситникових (Juncaceae). Ареал: Європа (Бельгія, Данія (у т. ч. Фарерські острови), Франція, Німеччина, Велика Британія, Ісландія, Ірландія, Нідерланди, Норвегія, Польща, Португалія, Іспанія, Швеція); інтродукований до Австралії й Нової Зеландії.

## Екологія
Росте на пустищах і луках, зазвичай вологих.

## Біоморфологічна характеристика
Це багаторічна трав'яниста рослина, висота якої може досягати близько 60 см. Стебла ростуть поодиноко або невеликими групами. Листки плоскі. Цвіте у травні та червні.